# 8 lunas
8 lunas es el álbum recopilatorio de la cantautora española Rosana, publicado el 19 de noviembre de 2013. Este disco, de estilo pop/rock, fue producido por la propia cantante y fue lanzado bajo el sello de Warner Music Group.

## Historia y grabación
8 Lunas fue lanzado el 19 de noviembre de 2013 es un disco especial que reunía algunas de sus canciones acompañada por voces reconocidas en el mundo de la música en América, Europa y España. 
En palabras de la propia Rosana: "Era la manera más útil y directa que encontré para unir aquellas canciones con las que hago ahora alrededor de un mismo sonido; es un sonido que tiene mucho que ver con lo que he hecho en mis directos... Los que han ido a uno de mis conciertos no se van a sorprender, pero los que conocen a Rosana a través de un disco sí que van a notar un cambio. Lo que he tratado de mostrar en "8 Lunas" es el momento que estoy viviendo ahora".[cita requerida]

## Lista de canciones
| N.º | Título                                               | Letras        | Duración |  |
| 1.  | «Si tú no estás (feat. Mario Domm)»                  | Rosana Arbelo |          |  |
| 2.  | «Con el día tonto (feat. Dani Martín)»               | Rosana Arbelo |          |  |
| 3.  | «Donde ya no te tengo (feat. Andrés Cepeda)»         | Rosana Arbelo |          |  |
| 4.  | «Para nada (feat. César López)»                      | Rosana Arbelo |          |  |
| 5.  | «Sin miedo (feat. Sie7e)»                            | Rosana Arbelo |          |  |
| 6.  | «Yo no te dejo marchar (feat. Martina La Peligrosa)» | Rosana Arbelo |          |  |
| 7.  | «Soñaré (feat. Susana de Efecto Mariposa)»           | Rosana Arbelo |          |  |
| 8.  | «¡Buenos días, mundo! (feat. Alex Hepburn)»          | Rosana Arbelo |          |  |
| 9.  | «Carta urgente (feat. Abel Pintos)»                  | Rosana Arbelo |          |  |
| 10. | «Magia (feat. Jesús Navarro de Reik)»                | Rosana Arbelo |          |  |
| 11. | «Mi trozo de cielo (feat. Fito Cabrales)»            | Rosana Arbelo |          |  |
| 12. | «Tormenta de arena»                                  | Rosana Arbelo |          |  |
| 13. | «Hoy (feat. Chocquibtown)»                           | Rosana Arbelo |          |  |
| 14. | «El Talismán (feat. Rubén Blades)»                   | Rosana Arbelo |          |  |
| 15. | «Contigo (feat. Gian Marco)»                         | Rosana Arbelo |          |  |
| 16. | «Lunas rotas (feat. Paulinho Moska)»                 | Rosana Arbelo |          |  |

## Créditos
- Guitarra Acústica: Rosana Arbelo
- Voz y Coros: Rosana Arbelo
- Batería: Joaquín Migallón
- Bajo: Javier Quílez
- Guitarra Eléctrica: David Pedragosa - Rosana Arbelo
- Teclados: Iñaki García - Álvaro Peire
- Programación e ingeniería: Bori Alarcón
- Ingeniería en "Para nada": Julio Monroy
- Grabado en: Estudios Monteprincipe Madrid
- Fotos: Bernardo Doral
- Diseño: Lorena Vergara

Créditos en allmusic:
http://www.allmusic.com/album/8-lunas-mw0002597657/credits